# B2 (sittvagn)
B2 är en typ av personvagn (sittvagn) för andra klass som används vid de svenska järnvägarna. Vagnstypen är av 1980-talstyp och tillverkades av Kalmar Verkstads AB (KVAB) för Statens Järnvägar 1988–1989.

## Historia
B2 byggdes i betydligt mindre antal än 1980-talsvagnarnas vanligaste andraklassvagn, B7, och skiljde sig genom att ha en mer ombonad salongsmiljö iform av bordsgrupper avgränsade med väggar. Vid uppdelningen av Statens Järnvägar 2001 hamnade merparten hos SJ AB medan 10 stycken hamnade hos Affärsverket Statens Järnvägar som hyrde ut dem till aktörer som bedrev trafik upphandlad av Rikstrafiken.
SJ AB kom efter ett antal år att ombygga sina B2 så att de kunde användas i regional trafik, dessa litterades B10. Affärsverket Statens Järnvägars fordon kom vid verkets upphörande att tillfalla Trafikverket som även övertagit Rikstrafikens upphandlingsuppgifter, dessförinnan hade vagnarna också rustats upp och givits klassisk salongsinredning uppdelad i två salonger.

## Varianter
B2 har ombyggts till flera olika varianter, främst B2F och B2FA. Alla varianter har också handikappanpassad plats.
| Littera | Beskrivning                            | Antal | Status                                            |
| ------- | -------------------------------------- | ----- | ------------------------------------------------- |
| B2F     | Rökfri, dagtåg                         | 13st  | Littera slopat då alla SJ:s tåg numera är rökfria |
| B2FA    | Uppfräschad vagn för Interregio-trafik | 3st   | Ombyggda till B2 eller andra vagnsmodeller        |